# Niewydolność serca
Niewydolność serca (łac. insufficiaentia cordis) – stan, w którym nieprawidłowa struktura lub funkcjonowanie serca upośledza zdolność do zapewnienia wystarczającego przepływu krwi zgodnie z zapotrzebowaniem organizmu. Nie należy mylić niewydolności serca z niewydolnością krążenia. Do częstych przyczyn niewydolności serca należą: zawał serca, nadciśnienie, choroba niedokrwienna serca, choroby zastawkowe i kardiomiopatie. Niewydolność serca występująca po raz pierwszy jest określana, niezależnie od dynamiki zmian, jako świeża.

## Podział
Postacie te mogą współistnieć, a określona postać oznacza tylko przewagę jej objawów w obrazie klinicznym.

### Podział ze względu na czas trwania i szybkość narastania niewydolności
- przewlekła niewydolność serca
- ostra niewydolność serca
- przemijająca niewydolność serca – objawy stwierdza się jedynie w ograniczonym przedziale czasowym (na przykład u chorych wymagających stosowania diuretyków wyłącznie w ostrej fazie zawału serca)

### Podział ze względu na upośledzoną czynność hemodynamiczną serca
- skurczowa niewydolność serca (ze zmniejszonym lub zwiększonym rzutem serca)
- rozkurczowa niewydolność serca, określana także jako niewydolność serca z zachowaną frakcją wyrzutową lewej komory

### Podział w zależności od dominującego zespołu objawów zastoju w krążeniu małym lub krążeniu dużym
- lewokomorowa niewydolność serca
- prawokomorowa niewydolność serca
- obukomorowa niewydolność serca

## Objawy
Objawy niewydolności serca zależą od jej rodzaju.
Niewydolność lewej komory powoduje zastój krwi w krążeniu płucnym i daje objaw z układu oddechowego: duszność, szczególnie przy wysiłku fizycznym i przy leżeniu. Pacjenci często muszą spać na kilku poduszkach albo nawet w pozycji półsiedzącej. Mogą występować również bezdech senny i świsty oddechowe. Inne objawy to łatwe męczenie się i niezdolność do podejmowania wysiłku fizycznego.
Objawy niedostatecznej podaży krwi i tlenu do krążenia obwodowego, spowodowanej niewydolnością lewej komory serca to: zawroty głowy, splątanie, zimne dłonie i stopy.
Niewydolność prawej komory serca powoduje zastój krwi w naczyniach żylnych. Gromadzenie się krwi w kończynach prowadzi do obrzęków, przede wszystkim w dolnej części nóg. W nocy, gdy pacjent leży, nadmiar wody z nóg powraca do krążenia i zwiększa się produkcja moczu – pojawia się częstsze oddawanie moczu nocą. W skrajnych przypadkach może wystąpić obrzęk brzucha i powiększenie wątroby. Utrudnienia w przepływie krwi przez wątrobę może spowodować zaburzenia jej funkcji objawiające się żółtaczką i zaburzeniami krzepnięcia krwi.

## Leczenie
Leczenie przewlekłej niewydolności serca ma na celu ulżenie objawom, zwiększenie tolerancji pacjenta na wysiłek fizyczny, zmniejszenie częstotliwości zaostrzeń choroby i zmniejszenie śmiertelności.
W terapii farmakologicznej stosuje się przede wszystkim leki z grup inhibitorów konwertazy angiotensyny II, czasem w połączeniu z sartanami, i leków beta-adrenolitycznych (głównie bisoprolol i karwedilol). Jeśli mimo leczenia tymi lekami objawy nadal występują, stosuje się antagonisty aldosteronu (spironolakton, eplerenon) lub digoksynę. Podczas leczenia konieczne jest monitorowanie poziomu potasu w organizmie.
U pacjentów niemogących przyjmować powyższych leków ze względu na działania niepożądane lub przeciwwskazania można rozważyć terapię diazotanem izosorbidu i hydralazyną.
W celu leczenia obrzęków podaje się leki moczopędne. Tiazydy mogą być stosowane u pacjentów z niezbyt poważną niewydolnością serca i normalną funkcją nerek. Niewydolność nerek jest wskazaniem do stosowania diuretyków pętlowych, na przykład furosemidu.

## Klasyfikacja ICD10
| kod ICD10     | nazwa choroby                    |
| ------------- | -------------------------------- |
| ICD-10: I50   | Niewydolność serca               |
| ICD-10: I50.0 | Niewydolność serca zastoinowa    |
| ICD-10: I50.1 | Niewydolność serca lewokomorowa  |
| ICD-10: I50.9 | Niewydolność serca, nieokreślona |